# Selbstschutzpolizei
Die Selbstschutzpolizei (Akronym: SSP) war in den Jahren 1943 und 1944 im besetzten Frankreich eine Hilfstruppe aus französischen Freiwilligen.
Im Frühjahr 1943 beauftragte der Höhere SS- und Polizeiführer (HSSPF) in Paris, SS-Obergruppenführer Karl Oberg den Leiter der Amtes VI des Sicherheitsdienstes (SD) in Paris, SS-Standartenführer Hermann Bickler, mit der Aufstellung einer Hilfstruppe für den Kampf gegen französische Widerstandsbewegungen. Die Mitglieder der Truppe sollten Franzosen sein, die willens und in der Lage waren, den Maquis sowie Netze der Résistance zu infiltrieren und auch zu bekämpfen. Es handelte sich in der Regel um junge Leute aus den Kollaborationsbewegungen, die von ihren politischen Organisationen an Bickler vermittelt wurden, ohne dass ihnen zunächst ihre künftigen Aufgaben klar waren. Bickler prüfte alle Aufnahmekandidaten persönlich auf ihre Eignung. 
In Taverny, Département Val-d’Oise beschlagnahmte er aus jüdischem Besitz drei Châteaus (im Sinne von Herrenhaus): Château de Vaucelles, Château du Haut-Tertre und Château Jaeger.
Dort wurden die Anwärter in Sabotagemethoden, Sende- und Störfunk-Techniken und Verhörpraktiken geschult. Während ihrer 2- bis 3-wöchigen Ausbildung erhielten sie von den deutschen Besatzungsbehörden einen Sold sowie Familienunterstützung. Ungefähr 5000 junge Männer sollen an diesen Schulungen teilgenommen haben. Nachdem die Ausbildungsstelle Taverny anfangs unter dem Kommando von Offizieren der französischen Miliz und der LVF stand, wurden diese ab Januar 1944 durch deutsche SS- und Polizei-Offiziere ersetzt. Zum Ende ihrer Ausbildung erhielten die Männer einen deutschen Waffenbesitzschein, eine automatische Pistole sowie Papiere, die ihnen die jederzeitige Unterstützung durch deutsche Militär- und Polizeieinheiten in Frankreich zusicherten. 
Die Kursteilnehmer kehrten im Anschluss an ihre Ausbildung an ihren früheren Aufenthaltsort zurück. Sie konnten ausschließlich auf ausdrücklichen Befehl des Höheren SS- und Polizeiführers (HSSPF) in Paris einberufen werden. Die Kursteilnehmer mit den besten Ergebnissen und günstigen persönlichen Beurteilungen erhielten das Angebot, als "permanents" in Taverny zu bleiben. Etwa 50 Mann sollen diesen Status erreicht haben, wobei nicht alle französischer Herkunft waren. Zwischen April und Mai 1944 wurden drei Kommandos dieser permanents nach Dijon, Toulouse und Rennes in Marsch gesetzt. Zumindest in der Bretagne waren im Juli 1944 Kommandos der Selbstschutzpolizei an Razzien beteiligt, die dem Ziel dienten, örtliche Widerstandskämpfer aufzuspüren.
Nach der Befreiung Frankreichs durch alliierte Truppen schlossen sich einige dieser Männer der Division Brandenburg, andere der SS-Division „Charlemagne“ an. Vielen gelang es allerdings auch, im Zivilleben unterzutauchen. Die wenigen bekannten ehemaligen Angehörigen der Selbstschutzpolizei haben ihre Ausbildung und ihre Aktivitäten meist verschwiegen, so dass insgesamt über die Truppe nur spärliche Informationen vorliegen.